# Taphronota calliparea
Taphronota calliparea är en insektsart som först beskrevs av Hermann Rudolph Schaum 1853.  Taphronota calliparea ingår i släktet Taphronota och familjen Pyrgomorphidae.

## Underarter
Arten delas in i följande underarter:
- T. c. dimidiata
- T. c. immaculata
- T. c. poultoni
- T. c. calliparea